# New Zealand Geological Survey Antarctic Expedition
La New Zealand Geological Survey Antarctic Expedition (NZGSAE) est une série d'explorations scientifiques du continent Antarctique. Les expéditions sont particulièrement actives en 1957-1958 et en 1958-1959.
L'expédition de 1957-1958 s'est rendue dans la dépendance de Ross et a notamment baptisé le glacier Borchgrevink et le glacier Mariner qui le rejoint. L'expédition de l'année suivante a notamment baptisé le chaînon Mountaineer (en).
Des voyages supplémentaires sont entrepris tout au long des années 1960.